# Sociedad Científica de Lituania

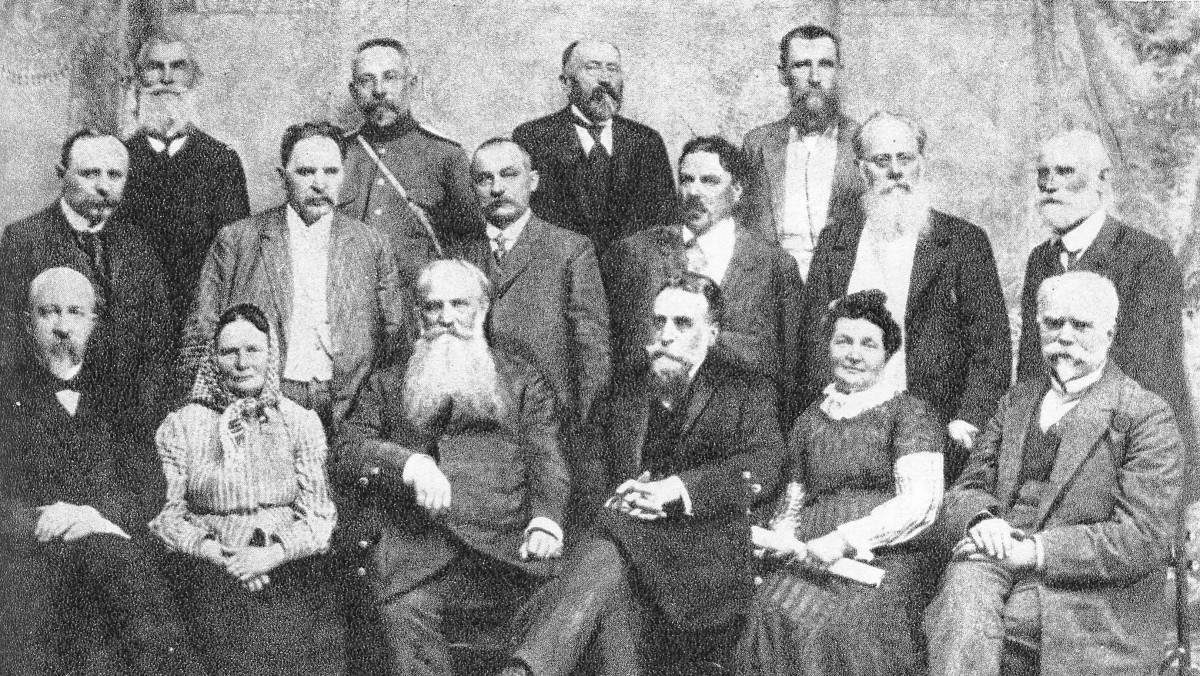
Miembros de la Sociedad científica de Lituania en 1912. Primera fila: Jonas Jablonskis, Žemaitė, Petras Kriaučiūnas, Jonas Basanavičius, Liudvika Didžiulienė, Jonas Dielininkaitis; segunda fila: Vincas Palukaitis, Antanas Vileišis, Baltramiejus Čepulis, Adomas Sketeris, Gabrielius Landsbergis, Jonas Ambrozaitis; tercera fila: Juozas Kairiūkštis, Jonas Spudulis, Mečislovas Silvestraitis, Mikalojus Kuprevičius.

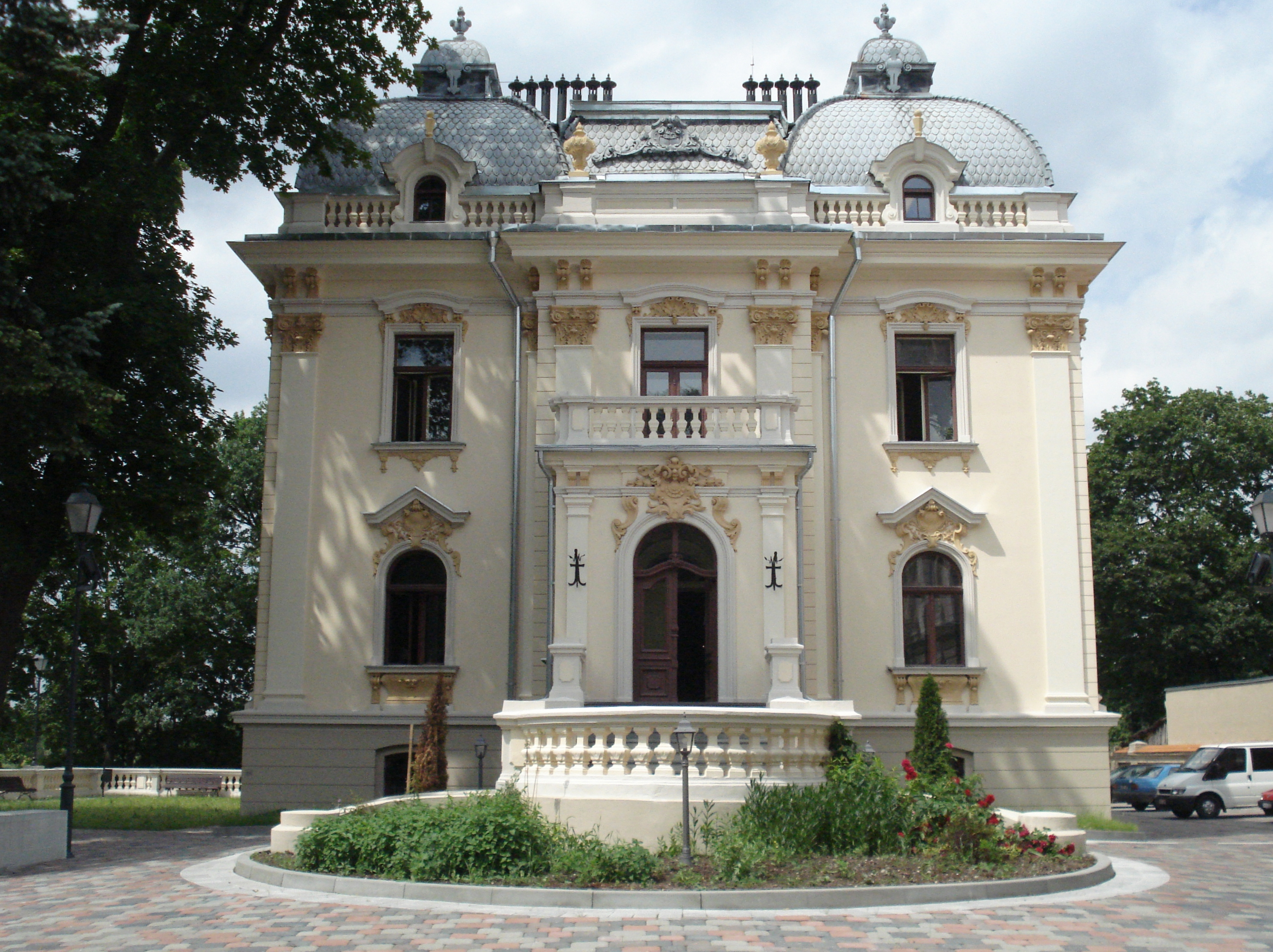
Palacio de Vileišis, sede de la Sociedad en Vilna.

La Sociedad científica de Lituania (en lituano: Lietuvių mokslo draugija) fue una organización científica, cultural, y educativa que estuvo activa entre 1907 y 1940 en Vílna, Lituania. Fue fundada en 1907 a iniciativa de Jonas Basanavičius.
La asamblea fundacional tuvo lugar el 7 de abril de 1907. Esta asamblea eligió Jonas Basanavičius como presidente, Stasys Matulaitis y Povilas Matulionis como vicepresidente, Jonas Vileišis como secretario, Antanas Vileišis como tesorero y Antanas Smetona como bibliotecario. Otros miembros de la organización fueron Juozas Tumas-Vaižgantas, Juozas Bagdonas, y Petras Vileišis. Jonas Basanavičius fue el presidente hasta su muerte en 1927.
La Sociedad dirigió la investigación sobre el idioma lituano y sus dialectos, paralelamente a estudios históricos, antropológicos, arqueológicos y en otros campos. Gestionaba una biblioteca, un archivo, una sala de lectura, y un museo, y estaba implicada en la publicación de libros de texto lituanos. La Sociedad publicaba el periódico erudito Lietuvi Tauta ("La Nación Lituana").
En 1911 el magistrado de la ciudad de Vilna comenzó el proceso para demoler el Castillo Superior de la ciudad, y utilizar la colina como depósito para el suministro de agua. La Sociedad Científica de Lituania, bajo la dirección de Jonas Basanavičius, inició una protesta y consiguió evitar la demolición. Las ruinas del castillo se salvaron, y la Sociedad también trabajó para preservar los castillos de Lida y Trakai.
La Sociedad tenía su sede en el Palacio de Vileišis. En enero de 1938 la Sociedad fue prohibida por el gobierno polaco (Vilna formaba parte de Polonia). La institución reanudaría sus actividades en enero de 1939 bajo una nueva denominación: "Sociedad Lituana de Amigos de la Ciencia" (Lietuvių mokslo mylėtoju draugija). Tras la entrega de Vilna a Lituania por la Unión Soviética (Pacto Molotov-Ribbentrop) a finales de ese año, la propiedad de la Sociedad fue transferida al Instituto de Lituanística en 1940 y más tarde a la Academia de Ciencias de Lituania. La mayoría de las exposiciones fueron transferidas al Museo de Historia y Etnografía, mientras que la de numismática fue a parar al Museo de Arte de Lituania.

## Miembros honorarios
- Adalbert Bezzenberger
- Baudouin de Courtenay
- Filip Fortunátov
- Alekséi Shájmatov
- Tadas Vrublevskis